# Piatruś Brouka
Piatruś (Piotr) Uscinawicz Brouka (biał. Пятрусь (Пётр) Усцінавіч Броўка; ur. 12 czerwca?/25 czerwca 1905 w Puciłkawiczach w powiecie borysowskim, zm. 24 marca 1980 w Mińsku) – białoruski poeta i prozaik.

## Życiorys
Urodził się w biednej rodzinie chłopskiej. Skończył szkołę w Lepelu, później pracował jako kopista w gminnym komisariacie, kancelista w gminnym komitecie wykonawczym i rachmistrz w kołchozie, w 1923 wstąpił do Komsomołu i został sekretarzem organizacji komsomolskiej w rodzinnej wsi. Publikował w powiatowej gazecie „Biadniak” w Borysowie i innych gazetach, m.in. „Sawieckiej Biełarusi”, w 1924 został przewodniczącym rady wiejskiej, 1925–1927 kierował wydziałem Komitetu Okręgowego Komsomołu w Połocku, 1927–1928 był sekretarzem odpowiedzialnym redakcji gazety „Czyrwonaja Połaczczyna” w Połocku, w 1931 ukończył studia na Wydziale Pedagogicznym Białoruskiego Uniwersytetu Państwowego. Od 1926 publikował swoje wiersze w „Czyrwonej Połaczczynie” i w lokalnym almanachu literackim, 1927–1928 był jednym z założycieli białoruskiej organizacji literackiej. Przyjaźnił się z Janką Kupałą. W latach 30. był jednym z bardziej znanych białoruskich poetów. W latach 1941–1942 służył w Armii Czerwonej, był instruktorem gazety „Za Sowieckuju Biełaruś” na Froncie Zachodnim i Briańskim, 1943–1945 sprawował funkcję sekretarza odpowiedzialnego Związku Pisarzy Białoruskiej SRR. W 1940 i ponownie 1945–1948 był redaktorem naczelnym gazety „Połymia”, 1948–1967 przewodniczącym Związku Pisarzy Białoruskiej SRR i sekretarzem Zarządu Związku Pisarzy ZSRR, a 1967–1980 redaktorem naczelnym „Białoruskiej Encyklopedii Radzieckiej”. Poza wierszami pisał poematy, opowiadania i powieści. Od 1940 należał do WKP(b), 1952–1980 był członkiem KC KPB, 1947–1955 deputowanym do Rady Najwyższej Białoruskiej SRR, a 1956–1980 do Rady Najwyższej ZSRR. Był również przewodniczącym Komitetu Nagród Państwowych Białoruskiej SRR w dziedzinach literatury, sztuki i architektury. W 1962 otrzymał tytuł Ludowego Poety Białoruskiej SRR, a w 1980 honorowe obywatelstwo Mińska. W Mińsku utworzono Państwowe Muzeum Literackie im. Petrusa Browki. Jego imieniem nazwano kołchoz, wydawnictwo „Biełaruskaja Encykłapiedyja”, szkołę i ulice w Mińsku, Witebsku, Homlu, Połocku, Uszaczu i Lepelu.

## Odznaczenia i nagrody
- Złoty Medal „Sierp i Młot” Bohatera Pracy Socjalistycznej (3 października 1972)
- Order Lenina (czterokrotnie - 30 grudnia 1948, 22 lutego 1955, 24 czerwca 1965 i 3 października 1972)
- Order Rewolucji Październikowej (2 lipca 1971)
- Order Czerwonej Gwiazdy (1 kwietnia 1944)
- Nagroda Leninowska (1962)
- Order Przyjaźni Narodów (13 maja 1975)
- Order Znak Honoru (31 stycznia 1939)
- Nagroda Stalinowska (dwukrotnie - 1947 i 1951)
- Nagroda Państwowa Białoruskiej SRR im. Janka Kupały (1970)
- Nagroda im. Jakuba Kołasa (1957)
- Nagroda Państwowa Białoruskiej SRR (1976)